# アラ (魚)
アラ（𩺊、阿羅、敏魚、学名: Niphon spinosus）は、スズキ目アラ科の海水魚である。なお、ハタ科には同じく美味な高級魚とされるクエがおり、このクエの九州地方での地方名が「アラ」であり姿もそっくりであるため混同されやすいが別の魚である。スズキ目アラ科だが、「クエ」と区別するため、クエが「ハタ科のアラ」と呼ばれるのに対し、こちらは「スズキ科のアラ」と呼ばれる。別名はイカケ・オキスズキ・ホタ。

## 形態
最大で体長1メートルに達し、背は褐色（灰色）で腹は白色である。スズキに体形が似ているが、スズキより頭や眼が大きく、鱗が小さい。
鰓蓋に2本のトゲがあり背びれが2つに分かれている点でハタ科のクエと見分けることができる。

## 分布
日本各地沿岸（北海道以南の太平洋沿岸および青森県以南の日本海）から東シナ海・スールー海にかけて分布し、水深70 - 360メートル付近の岩礁域に生息する。小型個体は日本海でまとまって漁獲されるが成魚は少ない。

## 地方名
キツネ（神奈川県小田原）・タラ（熊本県・長崎県）などの地方名がある。

## 人間との関わり
主に釣り・底引網で漁獲され、秋 - 冬が旬である。身は透明感のある白身で、刺身・鍋料理・煮物などで食べられる。特に大型個体ほど美味だが、市場への入荷量が少ないため高級魚とされる。